# Canton de Couptrain
Le canton de Couptrain est une ancienne division administrative française située dans le département de la Mayenne et la région Pays de la Loire.

## Géographie
Ce canton était organisé autour de Couptrain dans l'arrondissement de Mayenne. Son altitude varie de 122 m (Madré) à 360 m (Lignières-Orgères) pour une altitude moyenne de 207 m.

## Représentation

### Conseillers généraux de 1833 à 2015
| Période | Période          | Identité                  | Étiquette          | Qualité |
| ------- | ---------------- | ------------------------- | ------------------ | --- |
| 1833    | 1834 (démission) | Jacques Bellot            |                    | Négociant à Couptrain |
| 1835    | 1836             | Michel Forton             |                    | Percepteur à Lignières |
| 1836    | 1848             | Nicolas-Julien Demées     |                    | Avocat à Mayenne puis juge d'instruction |
| 1848    | 1849 (démission) | Pierre Jarry              |                    | Notaire dans le Calvados, sous-préfet de Mayenne, nommé sous-préfet de Moissac en 1849 |
| 1849    | 1852             | Paul Boudet               |                    | Avocat au barreau de Paris en 1821, député (1834-1838), sénateur (28 mars 1865), ministre de l'Intérieur (1863-1865) |
| 1852    | 1874             | Paul Romaigne-Moricière   |                    | Avocat, président du tribunal civil du Blanc (Indre), puis de celui de Fougères (Ille-et-Vilaine) |
| 1874    | 1898 (décès)     | Lucien Chaulin-Servinière | Républicain        | Avocat à Mayenne, maire de Mayenne (1887), député (1889-1898) |
| 1898    | 1910             | Ernest Godefroy           | Républicain        | Notaire à Javron |
| 1910    | 1940             | Jean Chaulin-Servinière   | Rad. puis Rad.ind. | Avocat à la cour d'appel de Paris, maire de Javron (1910-1940), député (1910-1919, 1928-1942), président du conseil général (1928-1940), nommé membre de la commission administrative départementale en 1941, nommé conseiller départemental en 1943 |
|         |                  |                           |                    | |
| 1945    | 1951             | Ernest Rallu              | DVD                | Industriel à Saint-Aignan-de-Couptrain |
| 1951    | 1964             | Georges Morin             | MRP                | Agriculteur, maire de Javron |
| 1964    | 1982             | Pierre Auriau             | RI puis UDF-PR     | Notaire, maire de Javron |
| 1982    | 1986 (décès)     | Pierre Noal               | RPR                | Médecin, député de l'Orne (1973-1978) |
| 1986    | 2001             | Mme Dominique Rioux       | RPR                | Chef d'entreprise - Maire de Neuilly-le-Vendin (1983-2014) |
| 2001    | 2015             | Jean Tonnellier           | DVD                | Éleveur de volailles, maire de Lignières-Orgères (1977-2001) |

Le canton participe à l'élection du député de la troisième circonscription de la Mayenne.

### Conseillers d'arrondissement (de 1833 à 1940)
| Période                                  | Période      | Identité                         | Étiquette                | Qualité |
| ---------------------------------------- | ------------ | -------------------------------- | ------------------------ | --- |
| 1833                                     | 1848         | Jacques François Forton          |                          | Maire de Javron                                                                                             |
| 1848                                     | 1855         | Auguste-Hippolyte Niobé          |                          | Juge de paix à Couptrain                                                                                    |
| 1855                                     | 1874         | Romain Paulin Fleury (1820-1896) |                          | Avoué à Mayenne                                                                                             |
| 1874                                     | 1887 (décès) | Léon-Victor Guenoux              |                          | Huissier, adjoint au maire de Couptrain                                                                     |
| 1887                                     | 1901         | Jean-François Duclos             |                          | Propriétaire à La Pallu                                                                                     |
| 1901                                     | 1925         | Hippolyte Royer                  | Républicain puis Radical | Cultivateur, maire de Couptrain puis de Saint-Aignan-de-Couptrain                                           |
| 1925                                     | 1940         | Pierre Sochon                    | URD-RG                   | Cultivateur, maire de La Pallu                                                                              |
| 1940                                     |              |                                  |                          | Les conseils d'arrondissement ont été suspendus par la loi du 12 octobre 1940 et n'ont jamais été réactivés |
| Les données manquantes sont à compléter. |              |                                  |                          | |

Source : Répertoire numérique des annuaires administratifs de la Mayenne. https://archives.lamayenne.fr/archives-en-ligne/ead.html?id=FRAD053_2NUM242&c=FRAD053_2NUM242_e0000017&qid=

## Composition

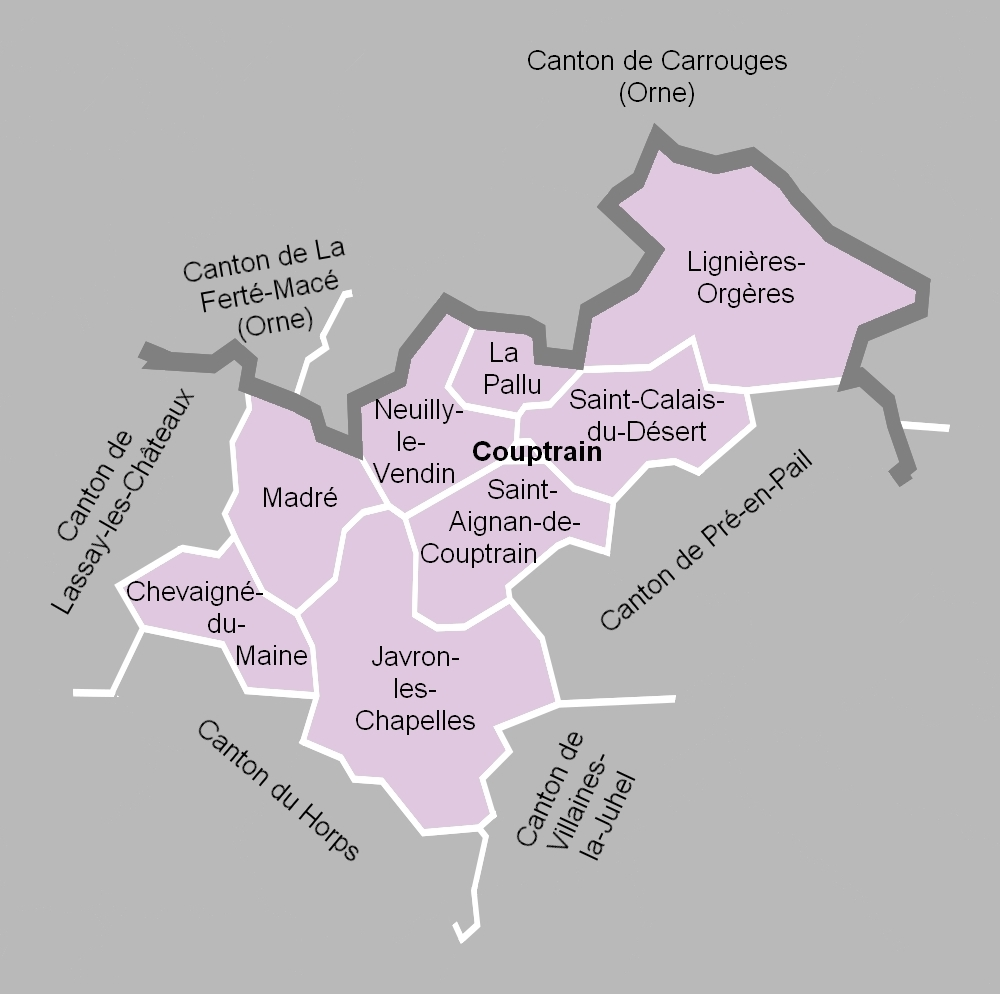
La carte des communes du canton. Les cantons limitrophes étaient ceux de La Ferté-Macé, de Carrouges, de Pré-en-Pail, de Villaines-la-Juhel, du Horps et de Lassay-les-Châteaux.

Le canton de Couptrain comptait 4 174 habitants en 2012 (population municipale). Il avait la singularité d'avoir sa commune la moins peuplée pour chef-lieu. Il groupait neuf communes :
- Chevaigné-du-Maine ;
- Couptrain ;
- Javron-les-Chapelles ;
- Lignières-Orgères ;
- Madré ;
- Neuilly-le-Vendin ;
- La Pallu ;
- Saint-Aignan-de-Couptrain ;
- Saint-Calais-du-Désert.

À la suite du redécoupage des cantons pour 2015, toutes les communes sont rattachées au canton de Villaines-la-Juhel.

### Anciennes communes
Les anciennes communes suivantes étaient incluses dans le territoire du canton de Couptrain :
- La commune ornaise de Madré, absorbée en 1824 par sa jumelle mayennaise.
- Orgères-la-Roche, associée le 1er janvier 1972 à Lignières-la-Doucelle. La commune prend alors le nom de Lignières-Orgères et la fusion devient totale le 1er août 1987.

Le canton comprenait également une commune associée :
- Les Chapelles, associée à Javron depuis 1er janvier 1973. La commune ainsi créée prend le nom de Javron-les-Chapelles.

## Démographie
| 1962  | 1968  | 1975  | 1982  | 1990  | 1999  | 2006  | 2011  | 2012  |
| ----- | ----- | ----- | ----- | ----- | ----- | ----- | ----- | ----- |
| 5 734 | 5 202 | 4 805 | 4 441 | 4 162 | 4 233 | 4 218 | 4 184 | 4 174 |